# Unterseeboot UB-103
Pour les autres navires du même nom, voir Unterseeboot 103.
L'Unterseeboot UB-103 est un sous-marin (U-Boot) allemand de type UB III utilisé par la Kaiserliche Marine pendant la Première Guerre mondiale. Il fut mis en service le 18 décembre 1917.
L'UB-103 a été coulé dans la Manche par des navires de guerre britanniques et le SSZ 1, un dirigeable de classe SSZ. Tout l’équipage a été perdu.

## Conception
Comme tous les sous-marins de type UB III, l'UB-103 avait un déplacement de 510 tonnes en surface et de 629 tonnes en immersion. Ses moteurs lui permettaient de naviguer à 13,3 nœuds (24,6 km/h) en surface et à 7,4 nœuds (13,7 km/h) en immersion. Il avait un rayon d'action de 7420 milles de marins (13740 km) à sa vitesse de croisière. L'UB-103 transportait 10 torpilles et était armé d’un canon de pont de 8,8 cm. L'UB-103 avait un équipage pouvant compter jusqu’à 3 officiers et 31 hommes.

## Historique des services
L'UB-103 a été construit par Blohm & Voss à Hambourg. Après un peu moins d’un an de construction, il a été lancé à Hambourg le 7 juillet 1917. Il a été mis en service plus tard la même année, sous le commandement du Kapitänleutnant Paul Hundius.

## Affectations
- Flottille des Flandres I : du 8 mars au 14 août 1918

## Commandants
- Kapitänleutnant Paul Hundius[5] : du 18 décembre 1917 au 14 août 1918

## Navires coulés
| Date            | Nom               | Nationalité    | Tonnage | Destin. |
| --------------- | ----------------- | -------------- | ------- | ------- |
| 20 mars 1918    | Eros              | Suède          | 858     | Coulé   |
| 21 mars 1918    | Tyrhaug           | United Kingdom | 1483    | Coulé   |
| 24 mars 1918    | Anteros           | United Kingdom | 4241    | Coulé   |
| 22 avril 1918   | Eric Calvert      | United Kingdom | 1862    | Coulé   |
| 28 avril 1918   | Elba              | United Kingdom | 1081    | Coulé   |
| 2 mai 1918      | Thorsa            | United Kingdom | 1319    | Coulé   |
| 3 mai 1918      | Vasilefs Georgios | Greece         | 3651    | Coulé   |
| 10 juin 1918    | Borg              | United Kingdom | 2111    | Coulé   |
| 11 juin 1918    | Lorle             | United Kingdom | 2686    | Coulé   |
| 12 juin 1918    | Kul               | United Kingdom | 1095    | Coulé   |
| 11 juillet 1918 | Kong Guttorm      | Norvège        | 731     | Coulé   |
| 15 juillet 1918 | Cap Breton        | France         | 1464    | Coulé   |
| 15 juillet 1918 | Vendée            | France         | 892     | Coulé   |
| 16 juillet 1918 | Lyndiane          | France         | 1564    | Coulé   |
| 21 juillet 1918 | Arvor             | France         | 961     | Coulé   |